# 風起 (漫畫)
《風起》是由日本動畫導演宮崎駿於2009年4月至2010年1月期間在《Model Graphix》雜誌上連載的日本漫畫，作品原名標題借自日本作家堀辰雄於1938年所推出的同名小說。
此漫畫後續由宮崎駿所隸屬的吉卜力工作室於2013年；改編為同名動畫上映。

## 登場人物
堀越二郎
作品主角；引用開發出零式戰機的實有飛行機設計師堀越二郎之角色。
作品劇情中描述著他自小受飛機開發者卡普羅尼的影響，立志擔任飛行機設計師後一路走來；在開發七試艦上戰鬥機失敗後，遇上戀人菜穗子並重新出發製作出九試單座戰鬥機的路程。
在漫畫裡的造型是戴著眼鏡、臉上為豬鼻子模樣的男子。
卡普羅尼
引用實有之義大利飛機設計師喬瓦尼·巴蒂斯塔·卡普羅尼的角色。在漫畫中擔任著歷史上由卡普羅尼集團所開發出數架飛行機如Ca.60、Ca.90之架構解說、以及啟蒙堀越二郎邁向成為飛行機設計師一職的人物。
堀辰雄
引用實有小說家堀辰雄的角色。故事裡為堀越二郎的友人，鼓舞著他務必要創造設計出一架美麗的飛行機。
在漫畫裡的造型為戴著眼鏡、狗臉模樣的男子。
本庄季郎
引用實有三菱集團飛行機設計師本庄季郎的角色。漫畫中在二郎開發七試艦上戰鬥機失敗後，得知他所設計的八試特偵獲得良好的測試成果而感到心情複雜。
於漫畫裡的造型與堀越二郎同樣為豬鼻子模樣男子。
菜穗子
在堀越二郎因開發成果不順；而在輕井澤休假調整心情時所遇見的少女。她因患有肺病緣故而在輕井澤一帶居住養身，隨後與堀越二郎陷入戀情。
角色名稱來自於堀辰雄的1941年同名小說《菜穗子》。
梅塞施密特
引用實有德國飛行機設計師威利·梅塞施密特的角色。漫畫裡擔任著比較他與堀越二郎之間的設計方法；且不看好堀越二郎所開發新飛行機機體的客串人物。

## 作品出版
起初在以吉卜力工作室為題材的2013年紀錄片《夢與瘋狂之王國》裡，宮崎駿曾提出不希望將此作品推出單行本的說法，但在風起改編成同名動畫上映後兩年，刊登此漫畫的出版商大日本繪畫仍將以單行本形式發行。

## 外部連結
- 大日本繪畫網站上的《風起》漫畫介紹 （页面存档备份，存于）（日語）